# کپسیتابین
 کپسیتابین (به انگلیسی: Capecitabine)
رده درمانی: ترکیبات درمان سرطان .
اشکال دارویی: قرص

## موارد مصرف
درمان سرطان کولورکتال متاستاتیک (مرحله ۴) و احتمالاً پیشگیری از بروز متاستاز آن در مرحله ۳، درمان سرطان سینه متاستاتیک.

## مکانیسم اثر
این ترکیب در واقع یک پیش دارو است و در بدن به ۵-fluorouracil تبدیل می شود که با ایجاد اشتباه در بازسازی DNA سلولهای سرطانی عمل می کند.

## عوارض جانبی
عوارض شیمی درمانی مانند ریزش مو و... .
تاری دید و بی اشتهایی و زردی پوست و احساس خستگی و حالت تهوع و اسهال...